# 西泽乡
西泽乡，是中华人民共和国云南省曲靖市宣威市下辖的一个乡镇级行政单位。

## 行政区划
西泽乡下辖以下地区：
西泽村、戈平村、石城村、向阳村、新建村、睦乐村、建设村、马戛村、迤必村、迤那村、和乐村、和睦村、瑞井村、新房村和糯着村。